# Fryderyk (premio musicale)
Il Fryderyk è un premio musicale che si tiene annualmente in Polonia, organizzato in collaborazione con la Związek Producentów Audio-Video, l'industria musicale polacca, a partire dal 1994.

## Categorie

### Categorie principali
- Cantautore dell'anno
- Compositore dell'anno
- Canzone dell'anno
- Rivelazione dell'anno
- Video musicale dell'anno
- Produttore musicale dell'anno

### Categorie di genere
- Album pop dell'anno
- Album pop alternativo dell'anno
- Album hip hop dell'anno
- Album di musica elettronica dell'anno
- Album di world music dell'anno
- Album alternativo dell'anno
- Album metal dell'anno
- Album rock dell'anno
- Album blues dell'anno
- Album soul, R&B e gospel dell'anno
- Album di musica poetica dell'anno
- Artista jazz dell'anno
- Album jazz dell'anno
- Rivelazione jazz dell'anno